# Jungnangcheon
Le Jungnangcheon (en coréen : 중랑천 en hangeul) est un affluent du fleuve Han en Corée du Sud. Il prend sa source dans la montagne Doraksan de Yangju dans la province du Gyeonggi. Le Cheonggyecheon est un affluent du Jungnangcheon. L'ensemble de son bassin fluvial s'étend sur 299,9 km2. La majeure partie du cours est située à Uijeongbu et à Séoul.

## Activité et environnement
Les Sud-Coréens apprécient la balade à pied et à vélo près de la rivière. Des pistes cyclables sont reliées à d'autres pistes avec le Cheongyecheon et la rivière Han.

## Pollution
La rivière contient un grand nombre de polluants, notamment à cause de l'activité humaine. Des experts estiment que la pollution provient majoritairement de la partie en amont de la rivière. Durant l'été 2007, plus de 200 poissons sont morts après une pluie importante. Les polluants situés sur les bords du lit de la rivière ont contaminé le cours d'eau à la suite d'une tempête. Les habitants ont fait appel aux autorités environnementales.
Malgré les problèmes de propreté de l'eau, la pêche est pratiquée en aval d'Ujeongbu.